# Feissons-sur-Isère
Feissons-sur-Isère är en kommun i departementet Savoie i regionen Auvergne-Rhône-Alpes i sydöstra Frankrike. Kommunen ligger i kantonen Moûtiers som tillhör arrondissementet Albertville. År 2018 hade Feissons-sur-Isère 582 invånare.

## Befolkningsutveckling
Antalet invånare i kommunen Feissons-sur-Isère
| Referens: INSEE |